# 飯島愛美
飯島 愛美（いいじま まなみ、1992年10月20日 - ）は、アメリカ合衆国のトライアスロン選手。

## 経歴
東京都出身。グアム日本人学校卒業、八王子高等学校卒業、立教大学中退、グアム大学卒業。
2024年パリオリンピックのトライアスロン競技にグアム代表で出場した。